# Южный край
«Южный край» — газета, яка видавалася російською мовою в Харкові (Російська імперія) з 1 грудня 1880 року до 1919 року. Видавці-редактори — О. О. Іозефовіч, А. Н. Стоянов, І. А. Воронецький, з 1910 року — А. Н. Краснов та інші. У 1912–1917 рр. газета виходила двічі на день — ранковим і вечірнім випусками. У 1899–1917 рр. окремі числа виходили з «Ілюстрованим додатком».

## Загальні відомості
У передовій статті першого числа проголошувалося: «Суттєве завдання південноросійського друку в цей час полягає в зближенні різнорідних суспільних елементів. Відшукати найкращих людей краю, згуртувати їх і спрямувати на найголовніші пункти наукової і суспільної праці — значить, підняти край в духовному та економічному відношенні». Оскільки 1881 рік газета закінчила зі збитками розмірі 22 тисяч карбованців, її видавець та ідейний натхненник Олександр Олександрович Іозефович змушений був продати публічну бібліотеку, очолити редакцію, різко збільшити обсяг реклами і спертися на консервативний напрямок у харківському політичному житті.
«Южный край» був однією з найбільших провінційних газет у Російській імперії. Наприкінці 1890-х років його наклад становив від 2 до 5 тисяч примірників, після революції 1905—1907 років — від 12 до 40 тисяч на день. За своїм напрямом «Южный край» прилягав до «Московських відомостей» і протистояв більш офіційній і теж великій газеті «Харківські губернські відомості».
На початку XX століття газета не піддавалася попередній цензурі, щодня виходила на 6-8 сторінках, а в неділю — на 12 сторінках. Половину і більше її обсягу в ній обіймали реклама та оголошення. Ціна становила 3 копійки.
«Южный край» є одним з найцінніших джерел для вивчення історії культури й соціально-економічного розвитку Харкова і Слобожанщини.

## Співробітники
З 1882 року в газеті співпрацював російський критик і письменник Юрій Миколайович Говоруха-Отрок. 1884 року в газеті були опубліковані перші вірші російського поета Скитальця. 27 січня 1895 року в газеті дебютував зі своїм оповіданням російський письменник Михайло Петрович Арцибашев.
31 жовтня 1903 року в газеті «Южный край» з'явилося перше оповідання російського письменника Аркадія Тимофійовича Аверченка «Як мені довелося застрахувати життя». З газетою Аверченко співпрацював до свого переїзду в Санкт-Петербург і початку видання найпопулярнішого в Росії гумористичного журналу «Новий Сатирикон». З газетою співпрацювали Микола Бекетов, Леонард Гіршман, Григорій Данилевський, Володимир Немирович-Данченко, Гліб Успенський, Микола Черняєв.

## Будівля друкарні

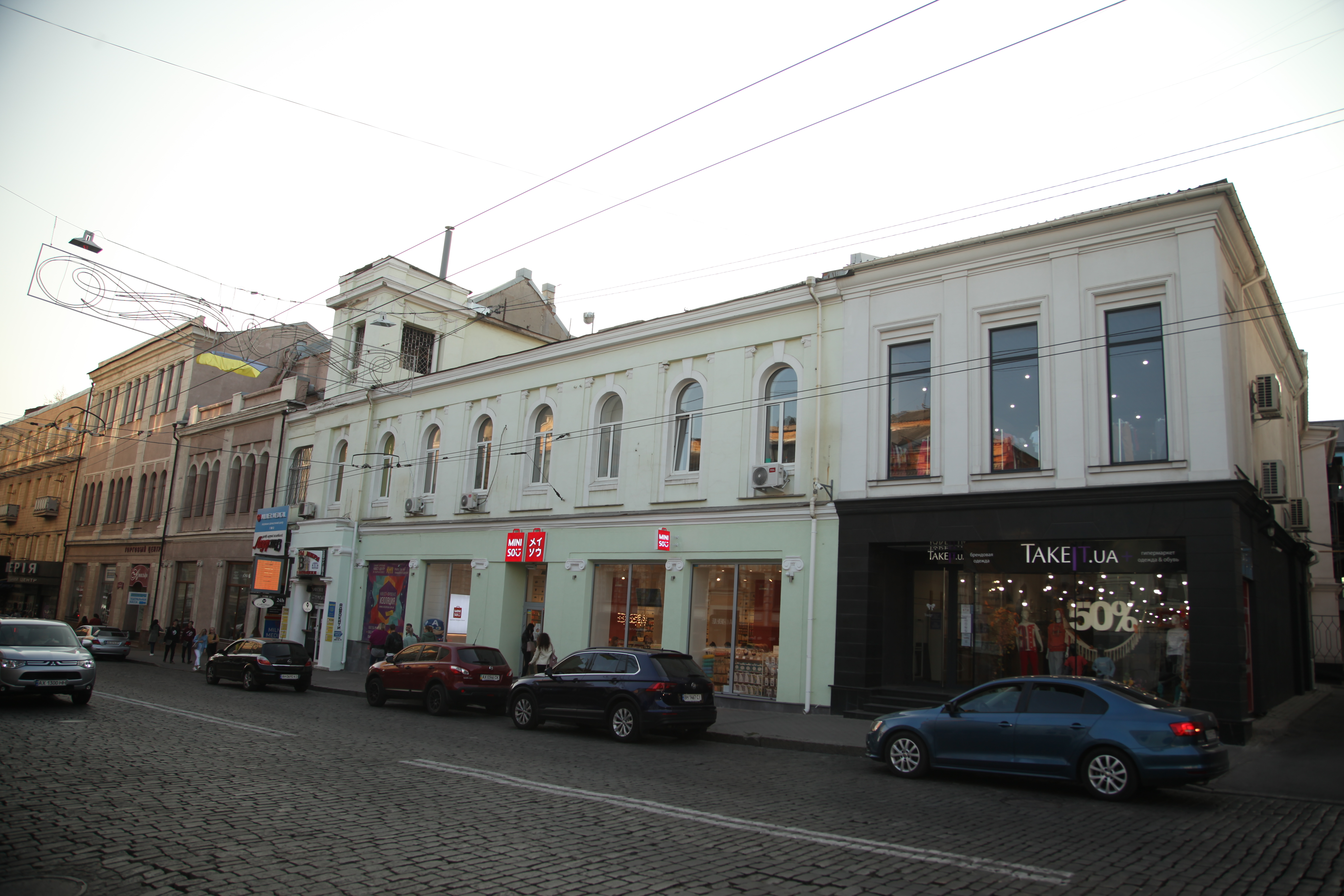
Будинок за адресою Сумська 13

У Харкові на вулиці Сумській, 13 зберігся будинок колишньої друкарні газети «Южный край», який був побудований за проєктом академіка Олексія Бекетова в 1903–1906 роках як особняк Олександра Іозефовича з домовою церквою у башті на даху. Будівля на Сумській, 13, після Жовтневої революції була зайнята більшовиками, з 18 грудня 1918 року тут працював Центральний Виконавчий Комітет Рад і засідав перший робітничо-селянський уряд Радянської України. У січні-червні 1919 року в будівлі розміщувалася друкарня газети «Ізвєстія Харківської ради і губернського виконавчого комітету Ради Робітничих, Селянських і Солдатських депутатів». У червні-грудні 1919 року при Добровольчій армії друкарня була повернута газеті «Южный Край». При третьому приході в місто більшовиків 12 грудня 1919 року газета була закрита остаточно.
Пізніше в тому будинку розташувалась друкарня видавництва «Соціалістична Харківщина». Нині це торгово-офісна будівля.